# Zendtijd voor Politieke Partijen
Zendtijd voor Politieke Partijen is de benaming waaronder politieke partijen in Nederland hun boodschap kunnen overdragen via radio en televisie. De zendtijd wordt door het Commissariaat voor de Media toegewezen aan alle partijen die bij de laatste verkiezingen voor de Eerste en Tweede Kamer zetels hebben behaald. De minister van Onderwijs, Cultuur en Wetenschap bepaalt de hoeveelheid zendtijd. Rond Tweede Kamerverkiezingen en Europese verkiezingen wordt de zendtijd toegewezen aan partijen die in negentien van de twintig Nederlandse kieskringen deelnemen in plaats van de reguliere zendtijd. De volgorde wordt dan door loting bepaald en ingedeeld door de NPO. De partijen zijn zelf verantwoordelijk voor de inhoud en de NPO verzorgt alleen de doorgifte.

## Geschiedenis

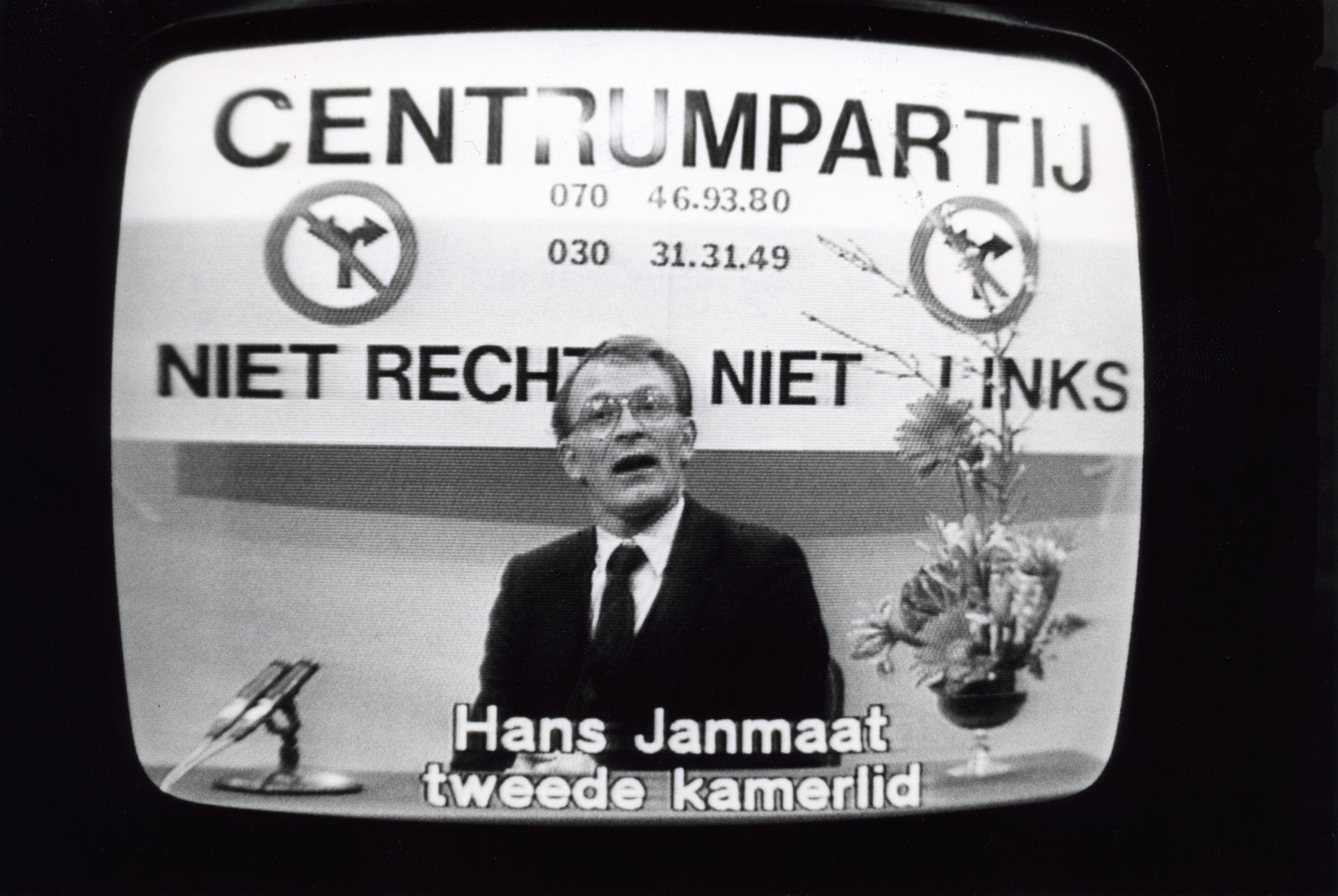
Hans Janmaat, fractievoorzitter van de Centrumpartij, tijdens een televisie-uitzending in Zendtijd voor Politieke Partijen op 8 februari 1984

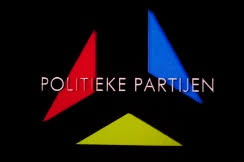
Bumper van Zendtijd Politieke Partijen in de jaren tachtig op Nederland 3

In 1925 bood de Hilversumsche Draadlooze Omroep (HDO) partijen voor het eerst de mogelijkheid een verkiezingstoespraak via de radio uit te zenden. Het Zendtijdbesluit van 1930 verdeelde de zendtijd over de vijf verzuilde verenigingen waarbij de niet vertegenwoordigde liberalen geen zendtijd kregen. Hierna werd bij de verkiezingen van 1929 en 1933 zendtijd toegewezen aan alle deelnemende partijen. In 1937 werd dit afgeschaft omdat minister De Wilde (Binnenlandse Zaken) dat vanwege internationale spanningen niet verantwoord achtte. Vanaf 1947 werden de uitzendingen hervat. Eind jaren 50 besloot de regering alle partijen tien minuten zendtijd per twee weken te geven. Men onthield tot 1965 de zendtijd echter aan de Communistische Partij van Nederland uit vrees voor pogingen ‘om de volksvrijheden te ondermijnen’ in de uitzendingen.
In 1962 werd door de regering ook televisiezendtijd ter beschikking gesteld. Ook werden de uitzendingen gesubsidieerd: van 6000 gulden per uur in 1962 voor televisie tot twaalfduizend in 1974 en daarna oplopend tot 30.300 in 1987. Voor radio was het in 1987 slechts 2200 gulden per uur. Geregeld werd het nut aan de orde gesteld en werd de Zendtijd voor Politieke Partijen overbodig en saai gevonden. Het werd niet afgeschaft maar wel flink ingekort tot drie en later anderhalve minuut. De radio kent in verkiezingstijd nog één uitzending per partij van tien minuten, de rest van de uitzendingen zijn dertig seconden in verkiezingstijd en drie minuten daarbuiten.
Op 7 juni 2023 was er een primeur voor de politieke partij SGP. Vlak voor het 18.00 uur-journaal werd een item van de SGP vertoond op NPO 1. De partij maakt pas sinds 2005 gebruik van de media radio- en televisie maar gebruikte nog niet de Zendtijd voor Politieke Partijen. Als de SGP op een zondag ingedeeld staat, dan maakt de partij alsnog geen gebruik van de mogelijkheid.